# Imeretien
Imeretien (Georgiska: იმერეთის მხარე; Imeretis Mchare) är en provins i Georgien som ligger längs mellersta och övre delarna av Rionifloden.
Provinsens huvudstad är Kutaisi som också är Georgiens tredje största stad. Andra viktiga städer i regionen är Samtredia (industricentrum), Tjiatura (manganproduktionscentrum) och Satjchere. Imeretien är traditionellt sett en jordbruksregion, känd för sin produktion av mullbär och vindruvor.

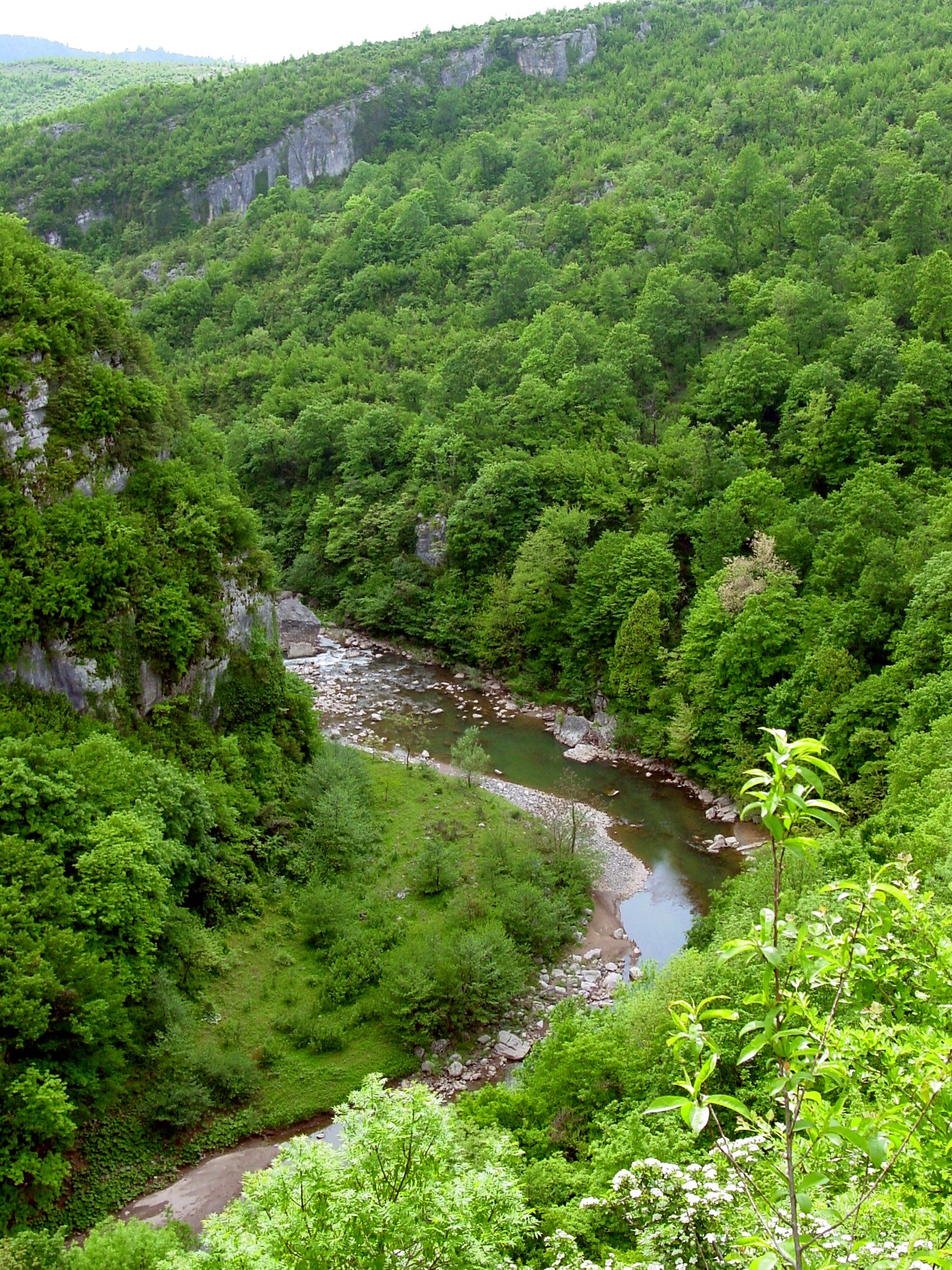
Tskaltsitelafloden som flyter genom Imeretien